# 坡荷乡
坡荷乡，是中华人民共和国广西壮族自治区百色市那坡县下辖的一个乡镇级行政单位。

## 行政区划
坡荷乡下辖以下地区：
坡荷村、弄耀村、小果腊村、果巴村、中山村、大果腊村委、那池村、果亮村、弄约村、永安村、善合村、谦合村和弄忙村。